# Sihui
Sihui (四会 ; pinyin : Sìhuì) est une ville de la province chinoise du Guangdong. C'est une ville-district placée sous la juridiction de la ville-préfecture de Zhaoqing.

## Démographie
La population du district était de 412 592 habitants en 1999.

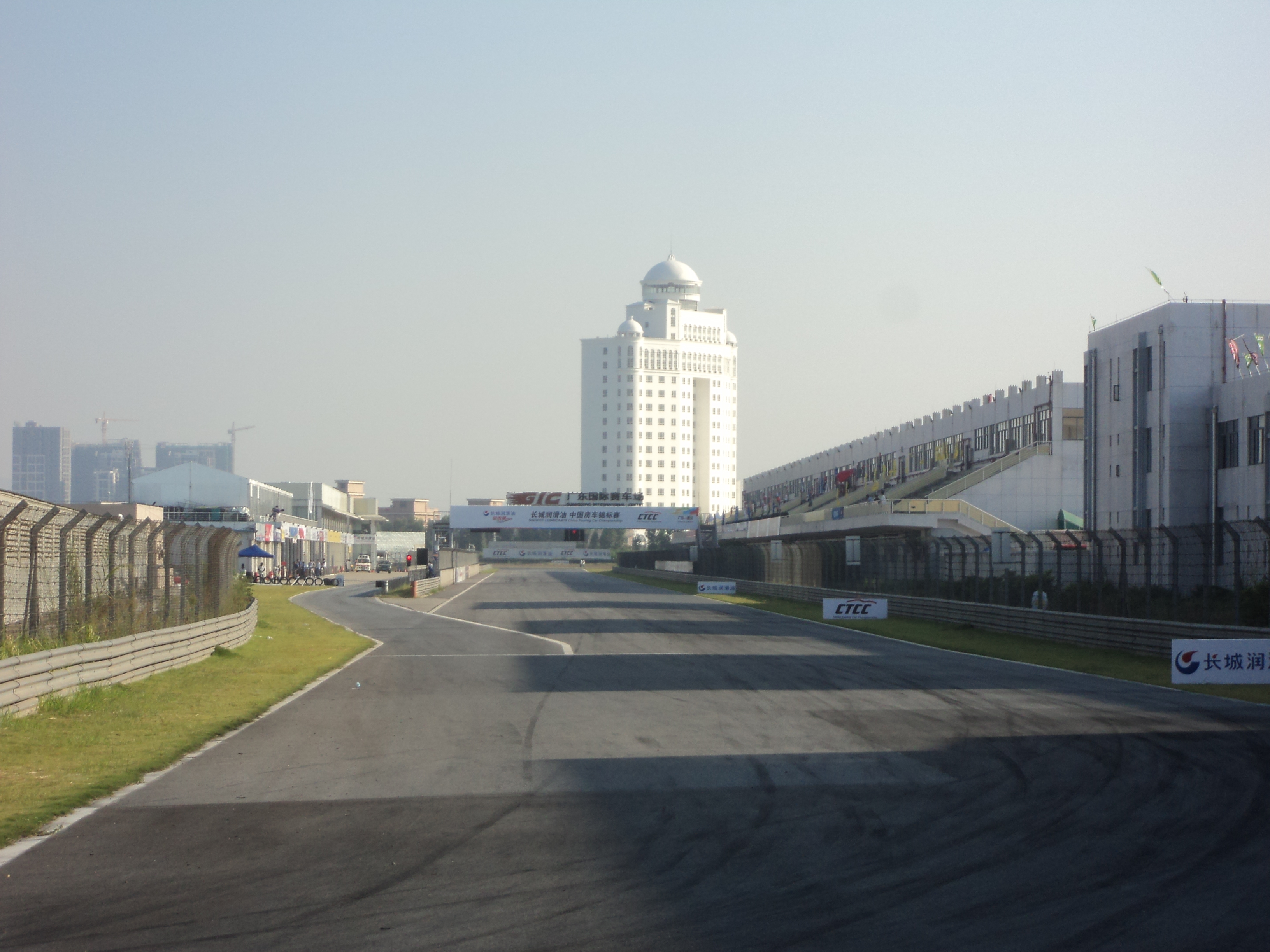
Ligne droite principale du circuit international du Guangdong à Zhaoqing

## Histoire
L'ancien temple de Sihui, qui a une histoire de plus de 2 000 ans, a subi plusieurs changements dans sa région administrative, mais son statut politique et économique dans la région de Lingnan ne peut être ignoré.
Sihui est l'un des premiers comtés de Lingnan. En 219 av. J.-C., Qin Shihuang envoya 500 000 soldats à Nanzheng Lingnan, et Qin Shihuang trente-trois ans (214 av. J.-C.) installèrent Lingnan et installèrent Guilin, Nanhai et Xiangjun. Quatre appartiendront au comté de Guil

## Personnalités liées à la ville

### Naissances a Sihui
- Wu Zi Fu (吳子復), célèbre artisan des phoques[Quoi ?] （ l culturelld et historic de Sihui (chinoise: < 四會文史資料》第壹輯））
- Hera chan (陳曉華), lauréate du concours Miss Hong Kong 2018.